# 旅客

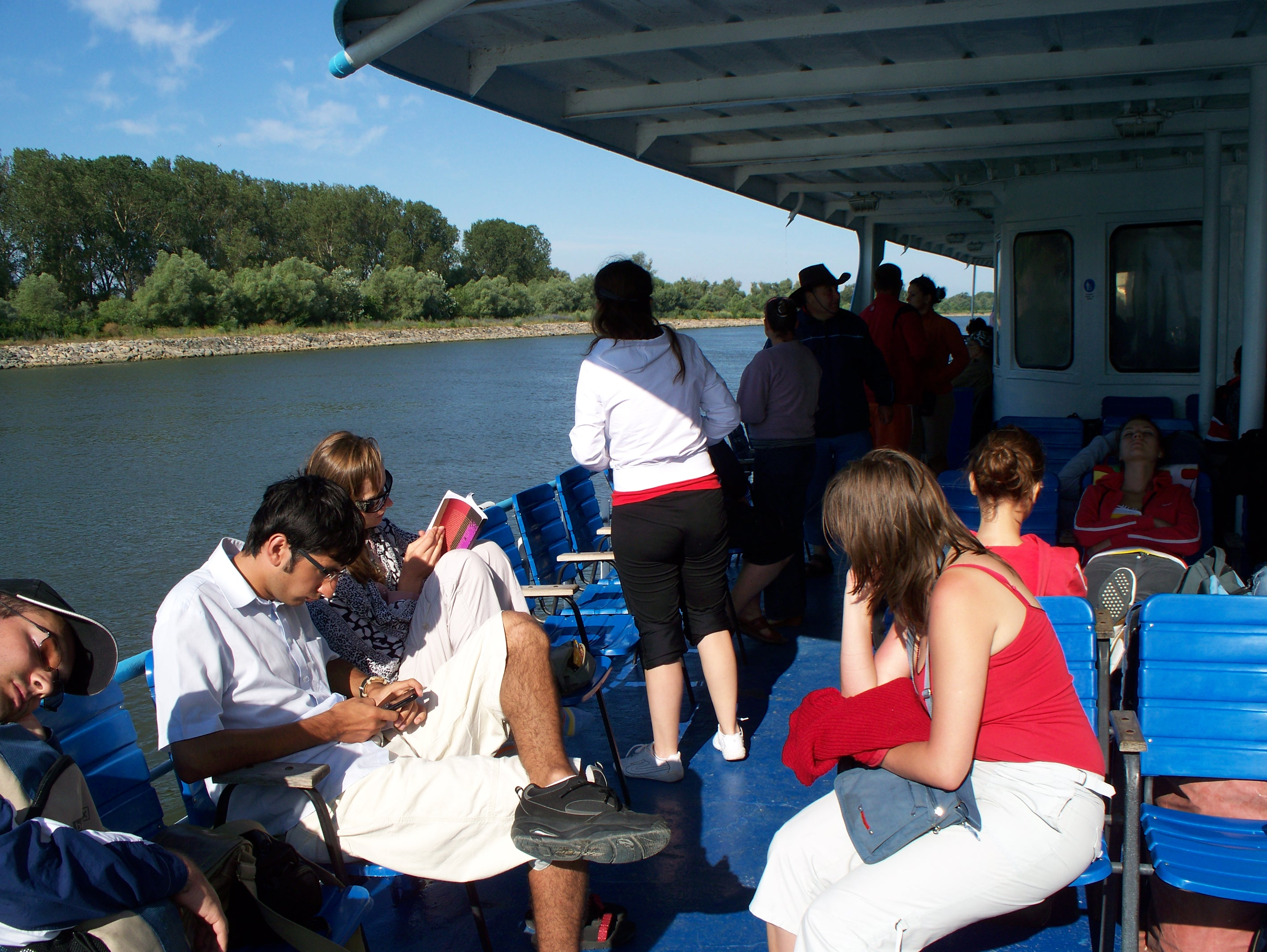
ドナウ・デルタの船に乗る乗客たち、2008年

旅客（りょかく、英: passenger）とは、乗り物に乗っている人のうち乗員以外の人のこと。乗客（じょうきゃく）とも。

## 概説
旅客とは、何らかの目的地に移動するために鉄道・バス・タクシーや船（旅客船）や航空機（旅客機）等に乗車・乗船・搭乗している人々の中で、乗員（＝その乗り物を運行するために乗り込んでいる人々。運転手、操縦者、車掌、船員、パイロット、客室乗務員 等々、運転者・操縦者および様々なサービス担当者 等々）を除いた人々のことである。 
旅客は、運賃を支払って交通機関の乗車券等を購入し、乗車券などに記載された目的地まで運ばれる。旅客と交通機関の間で行われるチケットと代金のやりとりを含む一連の行為は、法的には、旅客と交通機関との間に、目的地まで運送（※）することに関する契約が結ばれ、その契約が履行された、と見なされる（※　旅客営業規則等では、「旅客の運送」という用語が使われている）。これを旅客輸送という。旅客を目的地まで運送できない場合には、契約不履行である為、交通機関側には運賃の払戻（はらいもどし）の義務が生ずる。

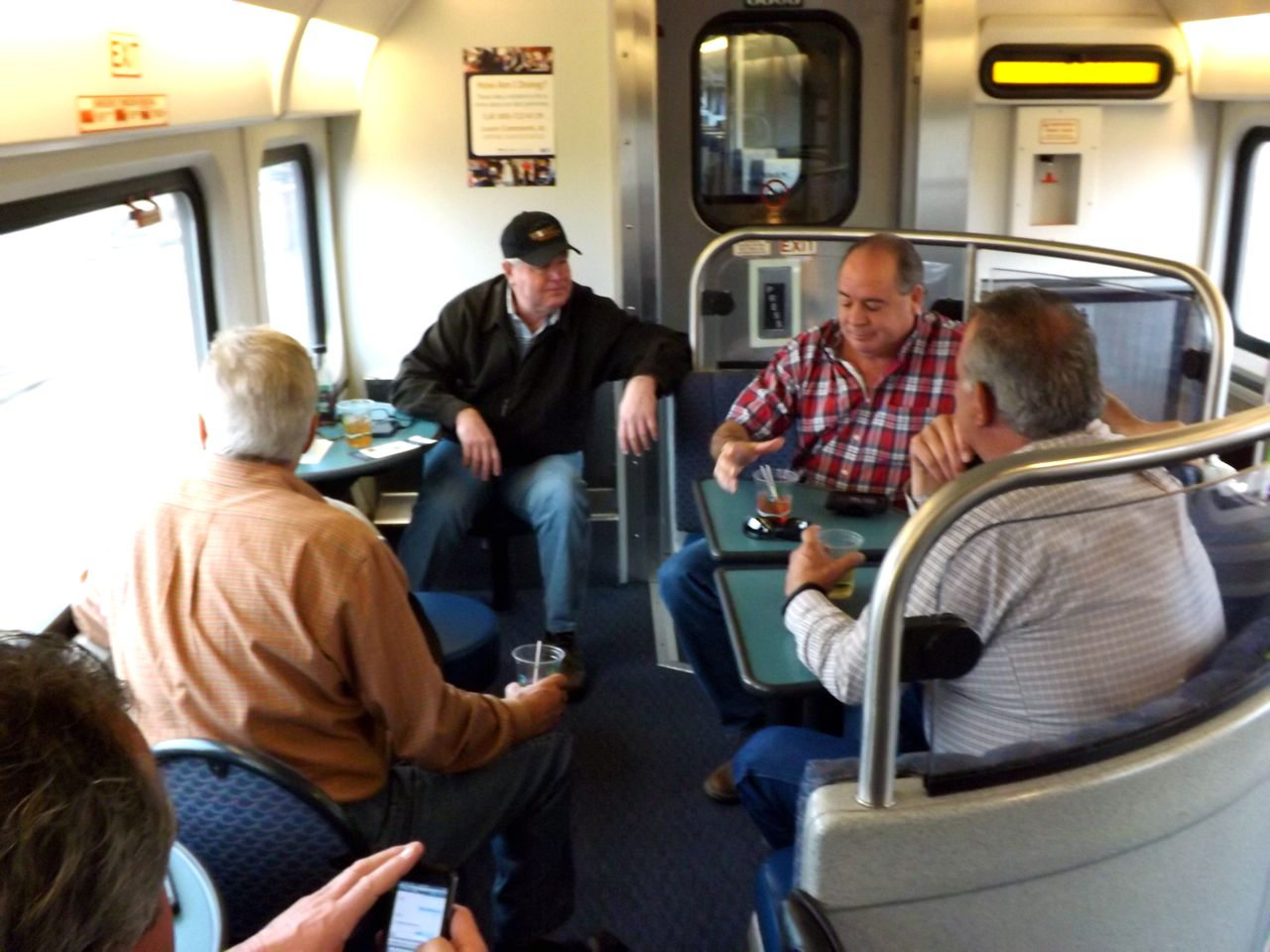
鉄道の旅客
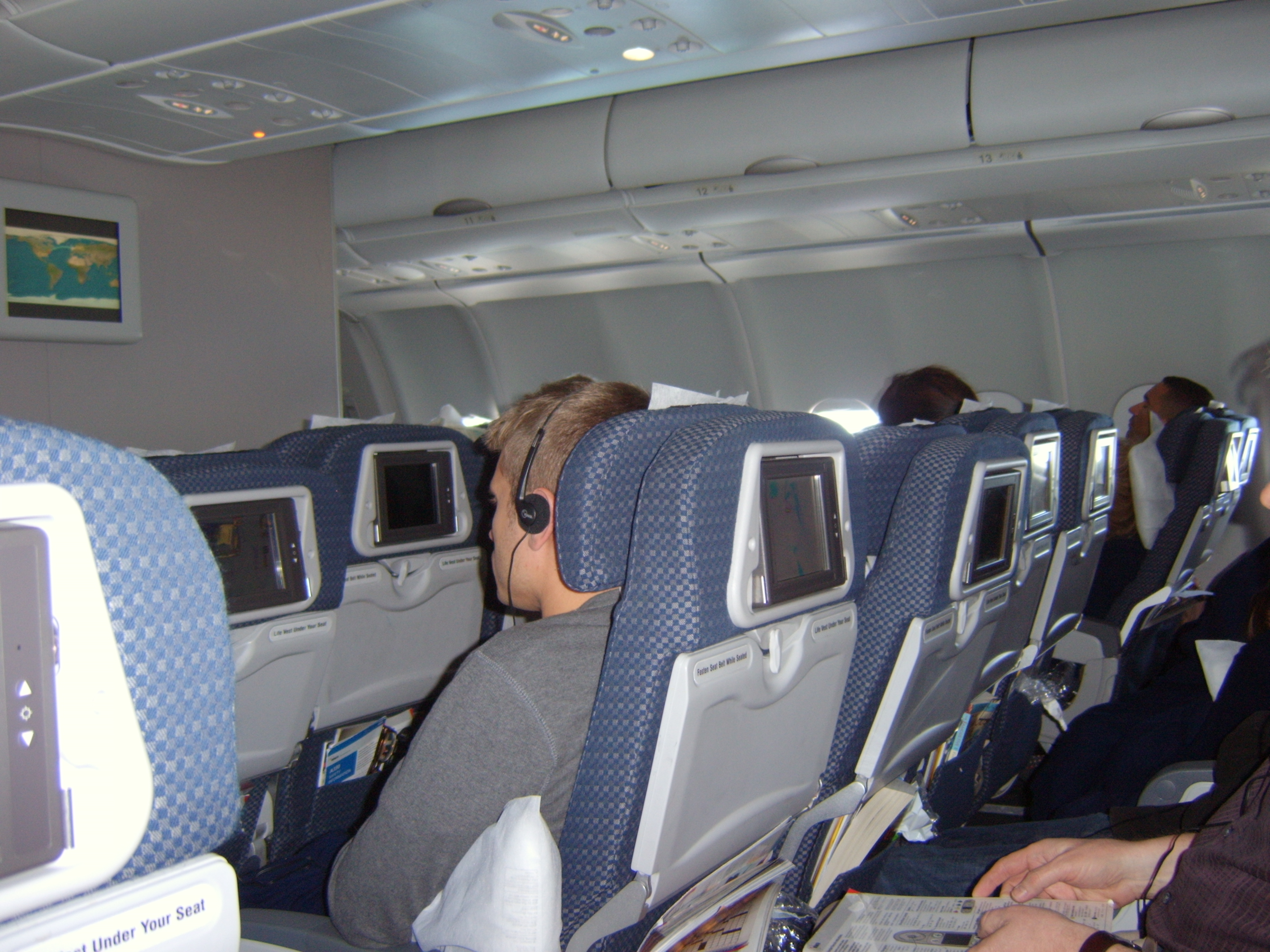
航空機の旅客